# 平子祐希
平子 祐希（ひらこ ゆうき、1978年〈昭和53年〉12月4日 - ）は、日本のお笑い芸人。お笑いコンビアルコ&ピースのボケ（ネタによってはツッコミ）・ネタ作り担当。立ち位置は向かって左。
福島県いわき市出身。身長182 cm、体重78kg。血液型A型。太田プロダクション所属。

## 経歴
いわき市立小名浜東小学校、いわき市立小名浜第二中学校を経て、福島県立勿来工業高等学校、日本映画学校卒業。 日本映画学校在学時は、いわき市が運営するいわき市潮学生寮に下宿していた。
1997年、コンビ『ドントクライ』としてデビューするもほどなくして解散。2004年4月から2006年までは、高山和隆（元銀河の夜）とのコンビ『セクシーチョコレート』で活動し、解散後、2か月間だけ「セクシー平子」名義でピン芸人として活動を行った。
2007年結婚。2011年に息子、2013年に娘が誕生。
2024年、ニホンモニターによる「2024タレント<関東・関西>番組出演本数ランキング」にて、478本で4位。

## 人物
- 特技はラグビーで、高校時代には東北選抜に選出されている[5]。
- 格闘技の道場へ通っていた時期があったが、アドレナリンが出ず予想外の痛みに腹が立って逃げ出した[8]。
- 愛妻家として知られ[2]、バラエティやラジオでも嫁や家族のエピソードを話すことがしばしば[9]。2020年には初の著書『今日も嫁を口説こうか』を発売[9]。
- 事務所の先輩である有吉弘行につけられたあだ名は「つまらない人間」「巨大麩菓子」「かさまし人間」「ゴリラホスト」[10]。
- 経済的に苦しかったことから、『THE MANZAI 2012』で良い結果が残せなければ芸人を引退するつもりだったという[11]。
- 2018年10月、「家族と過ごす時間を優先したい」という理由から自身のTwitterアカウントを停止、Instagramのアカウントも削除した。また2016年に開設したブログも同年6月から更新を停止していたが、2019年2月にファンから「ブログを更新してほしい」と涙ながらに訴えられたため更新を再開[12]。また、Twitterも同年7月に再開した。

## 芸風
- 『超ハマる!爆笑キャラパレード』（フジテレビ）では、パイロット版において「意識高い系IT社長・瀬良明正」として登場しMVPを獲得し、以降は準レギュラーとして頻繁に出演した。「瀬良明正」が実際の企業に訪問する企画が行われた他、メディアサイトで架空のインタビュー記事が掲載される[13]、「サントリー天然水 PREMIUM MORNING TEA レモン」の発売前キャンペーンとして、「（株）ワールドイッツマイン」の特設サイトが設立されるなど[14]、番組内に留まらない活躍を見せている。2017年1月14日放送分では、映画『バイオハザード: ザ・ファイナル』の宣伝で来日していたミラ・ジョヴォヴィッチとコラボレーション・コントを披露した。

## 出演
コンビでの出演についてはアルコ&ピースを参照。

### バラエティ
現在
- プチブランチ（2022年10月3日 - 、TBSテレビ）火曜日～木曜日レギュラー
- シューイチ（日本テレビ） - シューイチプレミアム、秋山竜次（ロバート）と体格ブラザーズとして不定期出演。

過去
- じゃじゃじゃじゃ〜ン!（2018年10月13日 - 2020年9月27日、フジテレビ）- 声の出演
- ギャル・フェス（2022年5月24日 - 8月30日・9月22日、フジテレビ） - MC
- サスティな!〜こんなとこにもSDGs〜 （2023年3月11日 - 2023年3月25日、フジテレビ）- スペシャルMC
- ミライ☆モンスター（2023年4月 - 2025年3月、フジテレビ）- ミライ☆モンスター紹介人として準レギュラー
- 全力挑戦!すとぷりnoりみっと -苺学園放送部-（2024年5月7日 - 2025年3月25日、TBSテレビ） - 熱血ボスうさの声(第29回まで)、熱血ボスうさ名義顔出し出演(第30回以降)

特別番組（MCもしくはメインキャスト）
- サクマ&ピース（2021年10月17日 - 2021年11月7日、2022年6月5日 - 26日、福島中央テレビ）
- Black LOVEz（2022年1月3日・2022年3月31日、TOKYO MX）- MC[15]
- 月バラナイト「ワケあって、大金使います」（2022年9月5日・12日、TBS） - MC

### テレビドラマ
- 好きな人がいること 第6話（2016年8月15日、フジテレビ）- バスの運転手 役[16]
- Chef〜三ツ星の給食〜 第1話（2016年8月15日、フジテレビ）- 浅井正敏 役[17]
- リフレイン（2017年12月19日、フジテレビ）- 沢渡浩治 役（平子）[18]
- 連続テレビ小説 半分、青い。 第64回（2018年6月14日、NHK）- 秋風担当の昔の編集者 役[19]
- 警視庁ゼロ係 第4話（2018年8月24日、テレビ東京）- 笹村遼一 役
- あと3回、君に会える（2020年3月31日、関西テレビ放送）- 桑原一郎 役
- レンタルなんもしない人 第2話（2020年4月15日、テレビ東京）- 桐山 役
- 生きるとか死ぬとか父親とか 第3話（2021年4月24日、テレビ東京）- 平子祐希（本人役） 役
- お耳に合いましたら。 第2話・第4話（2021年7月16日、8月6日、テレビ東京）- 堺道彦 役
- 叫ばないと生きていけない（2022年1月9日 - 3月6日、中国放送） - 太宰治太郎 役[20]
- 元彼の遺言状 第11話（2022年6月20日、フジテレビ）- 編集者 役[21]
- 24時間テレビ 愛は地球を救う45「すぎやまこういち物語 ドラゴンクエスト『序曲』知られざる誕生秘話」（2022年8月27日、日本テレビ） - 千田幸信 役[22]
- Dr.チョコレート（2023年4月22日 - 6月24日、日本テレビ） - 与田太一 役[23]
- スカイキャッスル 第1話（2024年7月25日、テレビ朝日） - 帝信銀行主催の教育セミナー 司会役[24]
- 40までにしたい10のこと（2025年7月5日 - 、テレビ東京） - 黒木啓介 役[25]
- 架空名作劇場（2025年8月12日・19日、テレビ東京） - 呉村安太郎 役（主演）[26]

### ラジオ
レギュラー
- K-1 Bonの部屋（2024年9月1日 - 、BAYFM）[27]

過去のレギュラー
- こでらんに5（2016年4月6日 - 2018年3月28日、NHK福島放送局）- 水曜日パーソナリティ
- おとなりさん（2021年4月4日 - 2024年3月25日、文化放送）- 月曜日パーソナリティ

その他
- FMシアター『踊らされながら』（2017年7月15日、NHK-FM）- ヒラオカ 役[28]

### ネット番組
レギュラー
- GENERATIONS高校TV（2017年4月9日 - [注 1]、AbemaTV）- ナレーション
- 赤裸々恋 -セキララコイ（2021年6月 - 、YouTube）- MC
- ずっと高円寺にいる（2025年4月8日 - 、FOD）三四郎小宮との共演

準レギュラー
- チャンスの時間（AbemaTV）- 「愛王」コーナー

過去
- 夫人のお部屋（2016年5月12日 - 2016年7月19日、OPENREC.tv）

- LINEトリビア（2018年4月30日 - 6月25日、LINE LIVE）- 月曜レギュラー
- 隣の恋は青く見える3（2022年3月26日 - 5月14日、AbemaTV）- MC
- カチコチTV（FANZA TV）

特別番組
- 新春 AbemaTV全国青春ダンスカップby GENERATIONS高校TV（2018年1月3日、AbemaTV）- ナレーション
- DDTLIVE!マジ卍超 "路上プロレス" in AbemaTowers（2019年3月29日、AbemaTV）- MC

ドラマ
- 離婚しようよ（2023年6月22日、Netflix） - CMの監督 役[29]
- あなたのいちばんになりたい（2025年4月3日、Abema）

### 映画
- HK 変態仮面（2013年）、男気仮面（モーホー仮面）役
- スプリング、ハズ、カム（2017年）
- スマホを落としただけなのに 囚われの殺人鬼（2020年）- 吉原宏樹 役
- COMPLY+-ANCE（2020年）
- MIRRORLIAR FILMS Season4『女優iの憂鬱／COMPLY+-ANCE』（2022年9月2日）[30][31]
- 交換ウソ日記（2023年7月7日） - ラジオ局のディレクター 役[32]

### 舞台
- MONSTAR LIVE！（2017年5月30日 - 6月4日）- ※コント台本を担当（出演なし）
- BOOK ACT「芸人交換日記」（2020年1月7日）- 甲本 役
- 舞台「AGASA-アガサ-」完璧な殺人鬼（2024年12月11日・12日） - 案内人 役[33]

### CM
- 『なめらか本舗』（常盤薬品工業、2015年）
- 『天然水 PREMIUM MORNING TEA』WebCM（サントリー、2017年 - 2018年）- 「瀬良明正」として
- サイバー防災訓練（2018年）[34]
- アサヒ飲料「ウィルキンソン タンサン レモン」（2023年）[35]

## 書籍
- 今夜も嫁を口説こうか（2020年10月28日、扶桑社、[9] ）